# Хидекель, Лев Маркович
Лев Ма́ркович Хиде́кель (1909, Витебск — 1977, Ленинград) — известный ленинградский архитектор-строитель. Младший брат архитектора Лазаря Марковича Хидекеля.

## Биография
Лев Маркович Хидекель родился в Витебске, в еврейской семье. Его отец, Мордух Аронович (1867—1932), также был архитектором. В молодости работал каменщиком в Витебске, а затем в Ленинграде. Поступил в ЛИИКС, который окончил в 1936 году, получив профессию архитектора-строителя. Студентом работал у А. С. Никольского, а после окончания института — архитектором института «Ленпроект». Во время войны с 1942 по 1948 работал главным архитектором на строительстве Широковской ГЭС на Урале. Спроектировал в городе ряд школ (некоторые — совместно с братом, Лазарем Марковичем Хидекелем). С 1963 по 1968 год руководил архитектурной мастерской № 3 Ленпроекта.
Умер в 1977 году в Ленинграде, похоронен на Еврейском кладбище Санкт-Петербурга

## Постройки
- школа — Мясная ул., № 11. Совместно с братом Лазарем Марковичем Хидекелем
- Широковская ГЭС на реке Косьва (1942—1948)
- Памятник Кирову С. М. в Приморском Парке Победы (Санкт-Петербург) скульптор Пинчук В. Б. 1950 год (в Энциклопедии Санкт-Петербурга ошибочно указан его брат Лазарь)
- Спортивный центр «Петроградец» улица Льва Толстого, 8 — 1968 совместно с архитекторами В. Эксе, и В. Афанасьевым
- жилой дом с башней и шпилем на углу Московского пр., 190 и Бассейной ул., 41,  памятник архитектуры (вновь выявленный объект)[3]. Здание планировали построить в 1940—1941 годах по проекту архитекторов Б. Р. Рубаненко, Г. А. Симонова, О. И. Гурьева, С. В. Васильковского и до войны был завершен основной корпус со стороны Московского проспекта. Башня на углу Бассейной была построена уже после войны. Авторство Л. М. Хидекеля указано в справочнике КГИОП, но под вопросом; в то же время в энциклопедии зодчих Санкт-Петербурга указано, что Лев Маркович Хидекель участвовал в строительстве жилых домов у Московского парка Победы[4]